# Волго-Вятское книжное издательство
«Во́лго-Вя́тское кни́жное изда́тельство» — советское государственное издательство. Основано в 1963 году в Горьком. Ликвидировано в 1999 году.

## История
Образовано в 1963 году в результате объединения «Горьковского книжного издательства» и «Кировского книжного издательства». Имело отделение в Кирове, основанное на базе «Кировского книжного издательства». Находилось в подчинении Государственному комитету Совета министров РСФСР по печати.
Специализировалось на выпуске массово-политической, производственно-технической, художественной, детской и краеведческой литературы. Выпускало книжные серии «Волжские просторы», «Подвиг», «Школьная библиотека» и другие.
Ликвидировано в 1999 году.
| Статистика по объёмам производства. 1979–1990 годы | Статистика по объёмам производства. 1979–1990 годы | Статистика по объёмам производства. 1979–1990 годы | Статистика по объёмам производства. 1979–1990 годы | Статистика по объёмам производства. 1979–1990 годы | Статистика по объёмам производства. 1979–1990 годы | Статистика по объёмам производства. 1979–1990 годы | Статистика по объёмам производства. 1979–1990 годы |
| —                                                  | 1979                                               | 1980                                               | 1982                                               | 1983                                               | 1984                                               | 1985                                               | 1990                                               |
| -------------------------------------------------- | -------------------------------------------------- | -------------------------------------------------- | -------------------------------------------------- | -------------------------------------------------- | -------------------------------------------------- | -------------------------------------------------- | -------------------------------------------------- |
| Книг и брошюр, печатных единиц                     | 100                                                | 93                                                 | 101                                                | 101                                                | 100                                                | 101                                                | 88                                                 |
| Тираж, млн экз.                                    | 2,9                                                | 2,8855                                             | 2,9625                                             | 3,0278                                             | 3,0464                                             | 25,857                                             | 1,8827                                             |
| Печатных листов-оттисков, млн                      | н. д.                                              | 26,0045                                            | 28,897                                             | 29,9135                                            | 32,0103                                            | 30,3831                                            | 28,1308                                            |

## Руководители

### Нижегородское (Горьковское) отделение
- 19??–19?? — директор П. В. Пузанов
- 19??–19?? — главный редактор Лариса Федоровна Гаранина
- 19??–19?? — заведующая редакцией художественной литературы Ирина Васильевна Сидорова
- 19??–19?? — заведующий редакцией политической литературы Алексей Алексеевич Павлов[10]
- 1967–1970 — главный редактор, директор П. В. Ивнев[11]
- 19??–19?? — директор Алексей Алексеевич Павлов[12]

### Кировское отделение
- В сороковых годах — Н. Ф. Васенёв
- 19??–19?? — главный редактор В. В. Заболотский[13]
- 1986—1988 — заведующий В. Г. Фокин[14]